# Euphyia unidentaroides
Euphyia unidentaroides är en fjärilsart som beskrevs av Embrik Strand 1920. Euphyia unidentaroides ingår i släktet Euphyia och familjen mätare. Inga underarter finns listade i Catalogue of Life.